# Urgell metróállomás
Urgell egyike a Spanyolországban található barcelonai metró metróállomásainak.

## Metróvonalak
Az állomást az alábbi metróvonalak érintik:
- 1-es metróvonal

## Kapcsolódó állomások
Az állomáshoz az alábbi állomások vannak a legközelebb:
- Rocafort (Hospital de Bellvitge, 1-es metróvonal)
- Universitat (Fondo, 1-es metróvonal)